# Control Room (EP)
Control Room je akustički EP kanadske pjevačice Avril Lavigne, koji je izašao 15. veljače 2008. godine u izdanju Ariste. Na EP-u se nalaze akustične izvedbe nekih njenih pjesma s njenog trećeg studijskog albuma i hit singlovi Sk8er Boi i Losing Grip. Izvedbe pjesama se mogu pogledati na MSN-u.

## Popis pjesama[2]
| Br. | Skladba                           | Trajanje |
| --- | --------------------------------- | -------- |
| 1.  | »Sk8er Boi« (akustična verzija)   | 3:46     |
| 2.  | »Girlfriend« (akustična verzija)  | 4:13     |
| 3.  | »Innocence« (akustična verzija)   | 3:59     |
| 4.  | »Hot« (akustična verzija)         | 3:35     |
| 5.  | »Losing Grip« (akustična verzija) | 3:49     |
| 6.  | »Adia« (akustična verzija)        | 4:10     |